# Quake Live
Quake Live (precedentemente conosciuto come Quake Zero) è uno sparatutto in prima persona multiplayer, prodotto da id Software nel 2008, e pubblicato in versione definitiva dalla stessa software house nel 2010.

## Storia
Il 24 febbraio 2009 Quake Live è stato aperto al pubblico in fase di beta test. Dopo circa sei ore dall'apertura della fase pubblica, vennero creati 110.000 account.
Nell'agosto 2009 è stato annunciato che, a causa degli scarsi introiti pubblicitari, sarebbe poi stato possibile acquistare abbonamenti a pagamento; con questo tipo di account, denominato "Premium", sarebbe stato possibile utilizzare server privati per una maggiore personalizzazione degli incontri. La beta è terminata il 6 febbraio 2010, giorno del lancio della versione definitiva. Il 6 agosto dello stesso anno il gioco ha lasciato la fase "beta" e sono stati annunciati gli abbonamenti a pagamento "premium" e "pro", che permettono, fra l'altro, di utilizzare più mappe rispetto all'account "standard", sempre gratuito.
Un aggiornamento di agosto 2014 ha introdotto alcuni importanti cambiamenti, come la possibilità di scegliere due armi con le quali iniziare al momento del respawn, e la sostituzione delle scatole di munizioni per le singole armi con "ammo packs" globali; per chi volesse evitare buona parte delle modifiche apportate dall'aggiornamento, esso ha lasciato la possibilità di avviare un server in modalità "classica". È inoltre è stato aggiunto un timer per il respawn degli oggetti, il quale indica il momento preciso in cui un determinato oggetto appare in un determinato punto della mappa.
L'ultimo aggiornamento, di ottobre 2015, porta al gioco da Free to Play a pagamento, e introduce diverse migliorie in una patch di poco meno 1GB. Ad esempio gli "ammo packs" globali sono stati tolti e sono tornate le scatole di munizioni per le singole armi.

## Caratteristiche
Quake Live è una versione modificata di Quake III Arena e della sua espansione Team Arena, era gratuito (conteneva tuttavia della pubblicità), e veniva avviato da un apposito launcher che si occupava di aggiornare automaticamente i dati del gioco all'ultima versione. Era anche un videogioco per browser, ed era appunto eseguito all'interno di un browser web: si poteva giocare gratuitamente, ma è necessaria la preventiva registrazione dell'utente. Successivamente la versione per Browser è stata rimossa, ma è rimasto il launcher insieme alla versione Steam. A ottobre 2015 è rimasta solo la versione di Steam.
Rispetto all'originale Quake III Arena, oltre ad aggiornamenti legati al motore grafico, Quake Live possiede diverse novità:
- La ricerca di un server di gioco avviene esclusivamente dal browser integrato con il gioco; è possibile personalizzare il criterio di ricerca del server.
- Ogni giocatore possiede un indice di "bravura" (skill), determinato dal rapporto di vittorie e sconfitte durante gli incontri. Questo dato viene utilizzato per mostrare se in taluni server vi sono giocatori mediamente superiori, inferiori o di pari livello. È possibile leggere, oltre alle proprie, anche le statistiche di altri giocatori.
- In funzione dei risultati vengono assegnati ai giocatori dei riconoscimenti (Awards) di vario genere.
- È possibile crearsi una lista di amici in modo tale che sia possibile chattare con essi nel browser o raggiungerli nel caso stiano giocando.
- Sono state aggiunte vere e proprie nuove modalità che prima erano utilizzabili soltanto tramite mods, come Clan Arena e InstaGIB/CTF.
- Modalità Training offline; sono modalità offline che consistono in una serie di percorsi da completare in modo da affinare le proprie tecnich, quali i Training di Rocket Jumping e Strafe Jumping.

Anche a livello del gioco in sé sono stati apportati cambiamenti:
- Molte mappe originali sono state modificate sia nell'architettura che nella disposizione degli oggetti da raccogliere.
- Sono state aggiunte e continuano ad aggiungersi alcune famose mappe realizzate da utenti.
- Il bilanciamento delle armi è stato modificato ed in particolare (dati provvisori):
  - Lo splash damage del razzo (cioè l'area dell'esplosione) è stato leggermente ridotto
  - Il danno del Railgun è stato ridotto del 20%
  - Il danno dello shotgun è stato aumentato
  - La lunghezza del raggio del Lighting Gun è aumentato
- La raccolta di una arma aggiunge molte più munizioni che non in Q3.

## Modalità di gioco
- Duel: scontro fra un giocatore contro un altro.
- Free for All o FFA: classico deathmatch "tutti contro tutti", che termina dopo che un giocatore ha raggiunto un limite prefissato di frag o quando scade il tempo.
- Team Deathmatch o TDM: come il precedente, ma si scontrano due squadre.
- Capture the Flag o CTF: giocabile solo in particolari mappe. Ogni squadra possiede una "base" con una bandiera al suo interno; entrambe le squadre devono rubare la bandiera avversaria e portarla nella propria base per segnare un punto.
- Clan Arena o CA: altra modalità a squadre, nel quale si comincia l'incontro con tutte le armi e il resto dell'equipaggiamento, ma quando si viene uccisi si deve attendere il termine del round per giocare di nuovo. In questa modalità, a differenza del Team Deathmatch, non è possibile infliggere danni a sé stessi, quindi sono molto utilizzate tecniche quali il rocket jump o il plasma climb.
- Instagib: modalità in cui è permesso di utilizzare soltanto la railgun in grado di uccidere in un solo colpo. A sua volta è suddivisa in tre modalità: Free For all, Team Deathmatch e Capture the Flag.
- Freezetag: Modalità di gioco a squadre in cui per ottenere la vittoria è necessario congelare "Freezare" tutti i membri della squadra avversaria, in quanto i players "congelati" possono essere rimessi in gara da un giocatore dello stesso team ancora in vita che si fermi accanto a loro per più di quattro secondi. Come per altri mods anche per freeztag esistono varie modalità tra le quali CTF e TDM o la TDM-Instagib.